# Ferenc-hegy
A Ferenc-hegy Budapest II. kerületében található, a Budai-hegység része. Zöldmál és Vérhalom városrészeket választja el egymástól.

## Leírása
A hegy valójában egy laposan, hosszan elnyúló 265 méter magas, keskeny gerinc, amely a Hármashatár-hegy csoportjához csatlakozik. A Szemlő-hegytől északnyugatra helyezkedik el. Felszíne nummuliteszes mészkőből képződött felső triász dolomit-alapzatra, de briozoás és budai márga is fellelhető itt.
A kiemelkedés északi lejtője, ami a Pál-völgyre és a Zöldmáli-völgyre tekint, igen meredek, a keleti, nyugati és főleg a déli oldala azonban már lankás. Délkelet felé tágas nyergek választják el a Rókus-hegytől és a Szemlő-hegytől. A Ferenc-hegy gerince nyugat felé a Gárdonyi Géza rétig húzódik, de a hegy elnevezése csak a Törökvész út és a Pusztaszeri út közötti részre vonatkozik. Nevét a 18. században itt felállított egyik szoborról kapta. A tetőn és az északi lejtőn keskeny karsztbokorerdő található, míg a déli lejtőn kertes házak, villák húzódnak. A hegy kiválóan alkalmas madármegfigyelésre: fekete rigó, kék cinke, erdei pinty, zöldike, nagy fakopáncs és tüzesfejű királyka is megfigyelhető itt.
A hegy délnyugati végében található a lezárt és csak engedéllyel látogatható Ferenc-hegyi-barlang. A Ferenchegyi út tetején, a barlangot és az attól keletre eső területet (8,62 hektár) 1999-ben helyi jelentőségű természetvédelmi területté nyilvánították (20/50/TT/99).